# Ollagüe
Pour l’article homonyme, voir Ollagüe (volcan).
Ollagüe est une commune du Chili située dans la province d'El Loa, dans la région d'Antofagasta.

## Toponymie
Son nom est l’hispanisation de l'aymara Ullawi dérivé de ullaña (« voir ») avec le suffixe wi qui indique le lieu. Ollagüe est donc l'endroit où l'on a un point de vue.

## Géographie

### Situation
Le village d'Ollagüe est un poste frontière avec la Bolivie. La frontière avec la Bolivie est située à 2 km à l'est du village.
Ce village est accessible à partir de Calama côté chilien par la route CH-21. Cette route est goudronnée sur 45 km, puis elle devient une piste de qualité variable. Certaines portions sont en terre consolidée, d'autres en terre naturelle. Il y a environ 200 km à partir de Calama. Des autocars permettent d'aller à Calama. La végétation naturelle est rare, il n'y a pas d'arbres, même dans le village.

### Démographie
Ollagüe a une population de 318 habitants, selon les données du recensement I.N.E de 2002.

### Climat
Ollagüe connait un climat très sec, 60 mm par an, et très venteux.

## Économie
Il n'y a pas d’activité agricole, même pas d’élevage extensif de moutons ou de lamas.
Le village d'Ollagüe était la base des mineurs qui travaillaient aux mines de soufre des volcans Ollagüe (5 865 m d'altitude) et Aucanquilcha (6 176 m d'altitude). Ces mines de soufre sont fermées depuis 25 ans. La mine de soufre du volcan Aucanquilcha est située à 6 000 m d'altitude, ce qui en a fait l'endroit le plus haut du monde où l'homme ait travaillé de façon régulière. On peut encore suivre les pistes d’accès à ces mines de soufre avec un véhicule quatre roues motrices et atteindre ces sommets sans difficulté technique et habituellement dépourvus de neige.

## Transports
Quelques trains de marchandises y passent chaque jour et continuent vers la Bolivie, ce qui en fait une des rares liaisons ferroviaires trans-andines encore en activité.

## Administration
Bien que village soit de petite taille, il y a un bureau de poste mais pas de banque, un poste de police et de douane.